# テセルの惨事

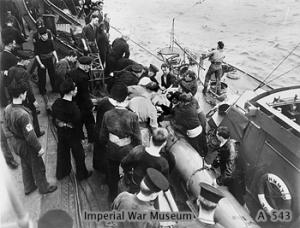
損傷した駆逐艦エクスプレスから魚雷艇MTB30で駆逐艦ケルヴィンへ輸送される負傷した水兵。

テセルの惨事（英:Texel Disaster）は、1940年8月31日の夜にオランダのテセル島沖でイギリス海軍が2隻の駆逐艦を喪失、軽巡洋艦1隻と駆逐艦1隻に損傷を負った事件である。
敷設途中の無標識の機雷原に駆逐艦隊が入り込んだところで艦隊の駆逐艦1隻が大きな損傷を負い、この艦を救助に向かった僚艦のうちの2隻が沈没（うち1隻は自沈処分）し、援護に行った軽巡洋艦1隻が帰路で同じように機雷で軽い被害を受けた。この事件では、死者が約300名出たほか、100名が負傷あるいは捕虜となった。

## 事件
1940年8月31日の夜、イギリス海軍第20駆逐群（駆逐艦エクスプレス、エスク、イカルス、イントレピッド及びアイヴァンホーで編成されていた。）はイミンガムからオランダ沿岸のテセル島北西海域へ機雷敷設に向かっていた。当時、第20駆逐群は第5駆逐群の一部ケルヴィン、ジュピター及びヴォーティガンの3隻を加えていた。各駆逐艦が機雷を敷設している間に、ドイツ海軍部隊がテルスヘリングからイギリス本土へ向けて西へ移動していることを偵察機が発見した。このため、第20駆逐群は迎撃を命じられた。
駆逐群がこのドイツ軍部隊に向けて行動を開始しようとしたところで、新しく敷設したばかりで標識のない機雷原に入りこみ、このためエクスプレスが機雷に接触して艦首を失う大きな損害を受けた。この爆発が原因で、エクスプレスでは乗員175名中ビックフォード艦長（負傷）を含む90名が死傷した。駆逐群司令クラウチ少佐は座乗していたエスクをエクスプレスの救助に向かわせたが、エスクもまた機雷に触れてしまい艦は急速に沈み、その乗員は1名を除いてすべて死亡した。アイヴァンホーはこの時エクスプレスの負傷者の輸送に向かったところだったが、これも機雷に触れ大きな損傷を受け、この爆発により乗員53名が死亡し負傷者を多数出した。事故に遭った艦の水兵が乗った救命ボートのいくつかはオランダの海岸に漂着し、彼らはドイツ官憲により捕えられ捕虜となった。
9月1日にケルヴィンとジュピターを第5駆逐群から事故に遭った乗員の救助に来させ、さらに2隻の軽巡洋艦オーロラとガラティアも護衛に到着した。
大破したアイヴァンホーは僚艦ケルヴィンの砲撃によって処分され、群の残った艦は母港に帰った。ジュピターはエクスプレスの残存部分を、収容のために派遣されたタグボートに引き継ぐまで曳航した。ガラティアもまた帰港の途中で機雷に触れたが、損傷はわずかですんだ。

## 結果と影響
この惨事による最終的な犠牲者数は死者約300名に加えて負傷または捕虜100名となったが、これはノア管区ではダンケルクの戦い以来最悪の人的損失だった。偵察機から報告のあったドイツ軍部隊とは、機雷敷設艦の小部隊がクックスハーフェンからロッテルダムへ移動中であるものに過ぎないことが判明した。また、この事件から帰還した負傷者の中にひどい熱傷を負った者がいたので、「ドイツ軍の侵攻を海面に撒いた油を燃やして撃退した」といううわさ話がひろまることになった。一時はイギリス市民と報道機関の間で、この事件の責任はルイス・マウントバッテンにあるとの説が広まった。